# Всеволод Гаршин
Всеволод Михайлович Гаршин (на руски: Всеволод Михайлович Гаршин) е руски писател. Участник като доброволец в Руско-турската война (1877 – 1878).

## Биография
Роден е на 14 февруари 1855 г. в Екатеринославска губерния в семейство от старинния дворянски род Гаршини (Гаршины). Учи в 7-а Санктпетербургска гимназия. Още като ученик се занимава с литературно творчество. Получава хронично нервно заболяване. Завършва гимназията през 1874 г. Записва се и следва в Минно-геоложкия институт.
Участва в Руско-турската война (1877 – 1878). Прекъсва обучението си като студент в трети курс и постъпва като доброволец в Действащата руска армия на Балканския полуостров. Военно звание редник от 138-и Болховски пехотен полк. Участва в бойни действия на Русчушкия отряд. Ранен е в крака в битката при Кашъкбаир и Карахасанкьой и е върнат за лечение в Русия.
Автор е на разкази и очерци, публикувани в руския печат и посветени на войната: „Четири дни“, „Аясларское дело“, „Из воспоминаний рядового Иванова“, „Люди и война“ и др. Защитник и застъпник на българската национална кауза. След войната е секретар на Конгреса на руските железни пътища. Член на Обществото на любителите на руското слово.
През 1884 г. Гаршин започва да проявява признаци на психично заболяване, което се появява всяка пролет, пречи му да работи и трови съществуването му. Всяка година тези пристъпи стават все по-дълги, започват рано през пролетта и завършват късно през есента. През 1887 г. обаче болестта се проявява едва в края на лятото. През ранната пролет на 1888 г. писателят най-накрая се чувства малко по-добре и по настояване на лекарите и по молба на близки приятели решава да замине за Кавказ. Но не заминава, а се самоубива: на 19 март 1888 г. след дълга безсънна нощ напуска апартамента си в Санкт Петербург и се хвърля от високо. Няколко дни по-късно, на 24 март, умира от раните си. Умира на 33 години.

## Памет
Днес в село Светлен има негов паметник. Улица в София в квартал „Карпузица“ е наречена „Всеволод Гаршин“ (Карта).